# Lepidosira okarita
Lepidosira okarita är en urinsektsart som beskrevs av John Tenison Salmon 1938. Lepidosira okarita ingår i släktet Lepidosira och familjen brokhoppstjärtar. Inga underarter finns listade i Catalogue of Life.